# 남해군 무장공비 간첩선 침투 사건
남해군무장공비간첩선 침투 사건은 1980년 12월 1일에서 6일까지 경상남도 남해군 남단 미조리  부근 해안에서 발견한 3인조 무장간첩을 사살하고 인근 해상의 괴선박을 격침시킨 사건이다.

## 진행

### 포착
1980년 12월1일 오후 10시20분, 경상남도 남해군 목도 남방 7km 지점에서 은밀히 접근하는 괴선박이 포착되었다. 

### 격침
대한민국 국군은 군 레이다를 통해 지속적인 추적을 펼쳐 남해군 상주리 부근 해상까지 이동한 괴선박을 확인하고 인근 해안에 매복조를 배치해 수중추진기를 타고 해안으로 침투하는 북한군 무장공비와 교전을 벌이다가 이어진 교전에서 무장공비 2명을 사살했고,  12월 2일에는 간첩선을 해상에서 격침시켰다.
무장공비 일부는 금산으로 도주하였고, 4일 후 상주 천하저수지 인근 바위틈에 은신 중이던 잔당을 탐색, 격멸함으로써 남해 대간첩작전은 마무리됐다.

## 결과
남해 금포지역에 북한 특수공작원이 침투해 육해,공군 민간합동작전으로 대한민국 국군은 전사자 육군 제 8962부 8중대장 이종춘 대위(당시27세) 8중대소속 김진경 일병(당시 22세)김태식 하사(당시 25세)( 계급은 당시 계급)이고 특수공작원 9명을 사살하고, 간첩선 1척 격침, 수중추진기 노획 등의 전과를 올렸다.

## 같이 보기
- 울진·삼척 무장 공비 침투 사건 (1968년)
- 속초 잠수정 침투 사건 (1998년)
- 로버트 김 사건
- 남해 대간첩작전
- 남해군